# Aquilonia
Aquilonia es uno de los 119 municipios o comunas ("comune" en italiano) de la provincia de Avellino,en la región de Campania. Con cerca de 1.978 habitantes, según censo de 2005, se extiende por una área de 55 km², teniendo una densidad de población de 35,56 hab/km². Hace frontera con los municipios de Bisaccia, Calitri, Lacedonia, Melfi, Monteverde, y Rionero in Vulture.

## Historia
La ciudad perteneció originalmente a los samnitas. Pasó a manos de los romanos al vencer éstos en la batalla de Aquilonia, durante la guerra contra los Samnitas, Año 293 a. C. En la época de los Lombardos, la ciudad pasa a llamarse Carbonara o Carunar, que provienen de la palabra carbón debido a que la actividad principal de sus habitantes era la producción de carbón vegetal. Posteriormente a la reunificación de Italia, el nombre de Aquilonia es restaurado, aunque todavía hoy los habitantes se refieren a la ciudad como Carunar en el dialecto de la zona.
El 23 de julio de 1930, la ciudad sufrió un terremoto que la destruyó, siendo reconstruida en un nuevo emplazamiento cercano.

## Demografía
| Gráfica de evolución demográfica de Aquilonia entre 1861 y 2001 |
|                                                                 |
| Fuente ISTAT - elaboración gráfica de Wikipedia                 |